# Fawzi Al-Issawi
Fawzi Omar Ahmed Al-Issawi ou (en arabe : فوزي العيساوي), né le 27 février 1960 à Benghazi, est un ancien footballeur international libyen. Il fait partie des meilleurs joueurs qu'a connu le football libyen et a il a été élu meilleur joueur de la CAN 1982. Il est l'actuel sélectionneur de la sélection libyenne depuis 2018.

## Palmarès
- Finaliste de la Coupe d'Afrique des nations 1982 avec la Libye
- Champion de Libye en 1987 avec Al Nasr
- Vainqueur de la Coupe de Libye en 1978, 1982, 1984 et 1997 avec Al Nasr